# A. B. Poe
Andrew Bascom Poe senior, besser bekannt als A. B. Poe, (* 3. September 1872 im Pulaski County, Arkansas, Vereinigte Staaten; † 24. März 1951 in El Paso, El Paso County, Texas, Vereinigte Staaten) war ein US-amerikanischer Unternehmer und Politiker.

## Leben
A. B. Poe war als Automobilhändler tätig.  Er war Gründer und Besitzer des Automobilhauses A B Poe Motor Company.
Nachdem der bisherige Bürgermeister von El Paso, R. Ewing Thomason, 1930 in das Repräsentantenhaus der Vereinigten Staaten gewählt wurde und 1931 sein dortiges Mandat antrat, wurde Poe, der als Alderman dem Stadtrat von El Paso angehörte, dazu bestimmt, das Bürgermeisteramt für Thomasons restliche Amtszeit zu bekleiden. Somit war Poe vom 26. Februar 1931 bis zum 10. April 1931 Bürgermeister von El Paso.
1937 kandidierte er für das Bürgermeisteramt von El Paso. Er unterlag jedoch M. A. Harlan.